# Нърслинг
Нърслинг (на английски: Nursling) е село в Хампшър, Англия, разположено на 6 km северозападно от Саутхямптън. През 8 век е носило името Нътскел (или Нътшел Nhutscelle), когато абат е бил католическият свещеник Св. Бонифаций. Тук е бил и бенедиктинският манастир Нътшалинг (Nutshalling). Според Беда това е първият бенедиктински манастир в Уесекс.